# .500ワイオミング・エクスプレス
.500ワイオミング・エクスプレス、又は.500WEは「大口径」拳銃弾。2005年にFreedom Arms社が、同社のModel 83 .500 WEリボルバー用に発売した。
このクラスの他の拳銃弾同様、ほぼリボルバー専用の実包。戦術的、自衛用途ではなく、主に狩猟用として設計された。

## 概要
大きさは.50 Action Express弾に匹敵するが、装薬量に勝り、基本的に弾速は遅い。  威力は.500S&W弾より劣るが、それでも現在市販されている拳銃弾の中では最強クラスであり、大型獣を対象とする狩猟にも十分対応可能。
類似の銃弾には、.500ラインボー弾、.50 Beowulfなどがある。